# Phoebe Cary

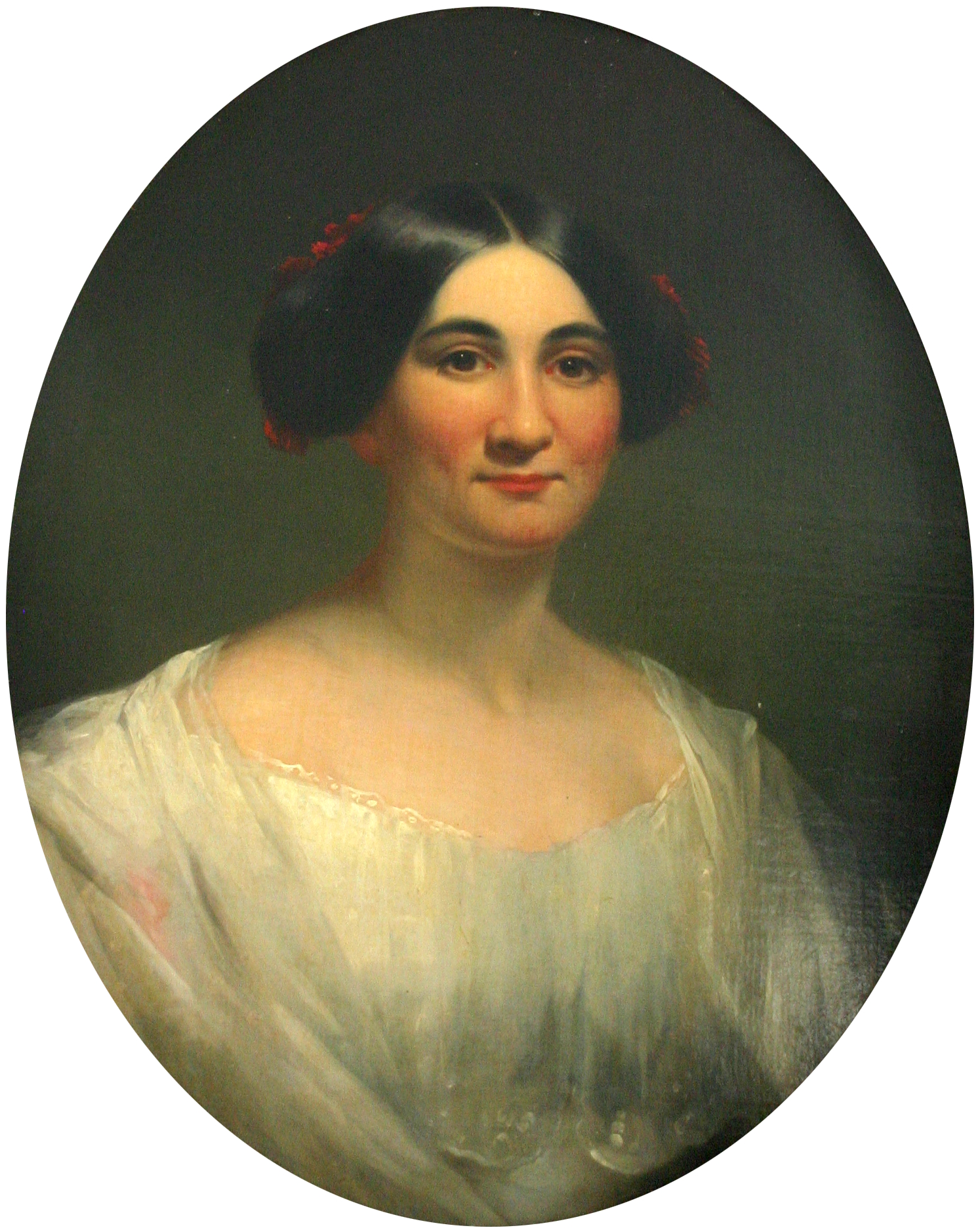
Porträt von Phoebe Cary

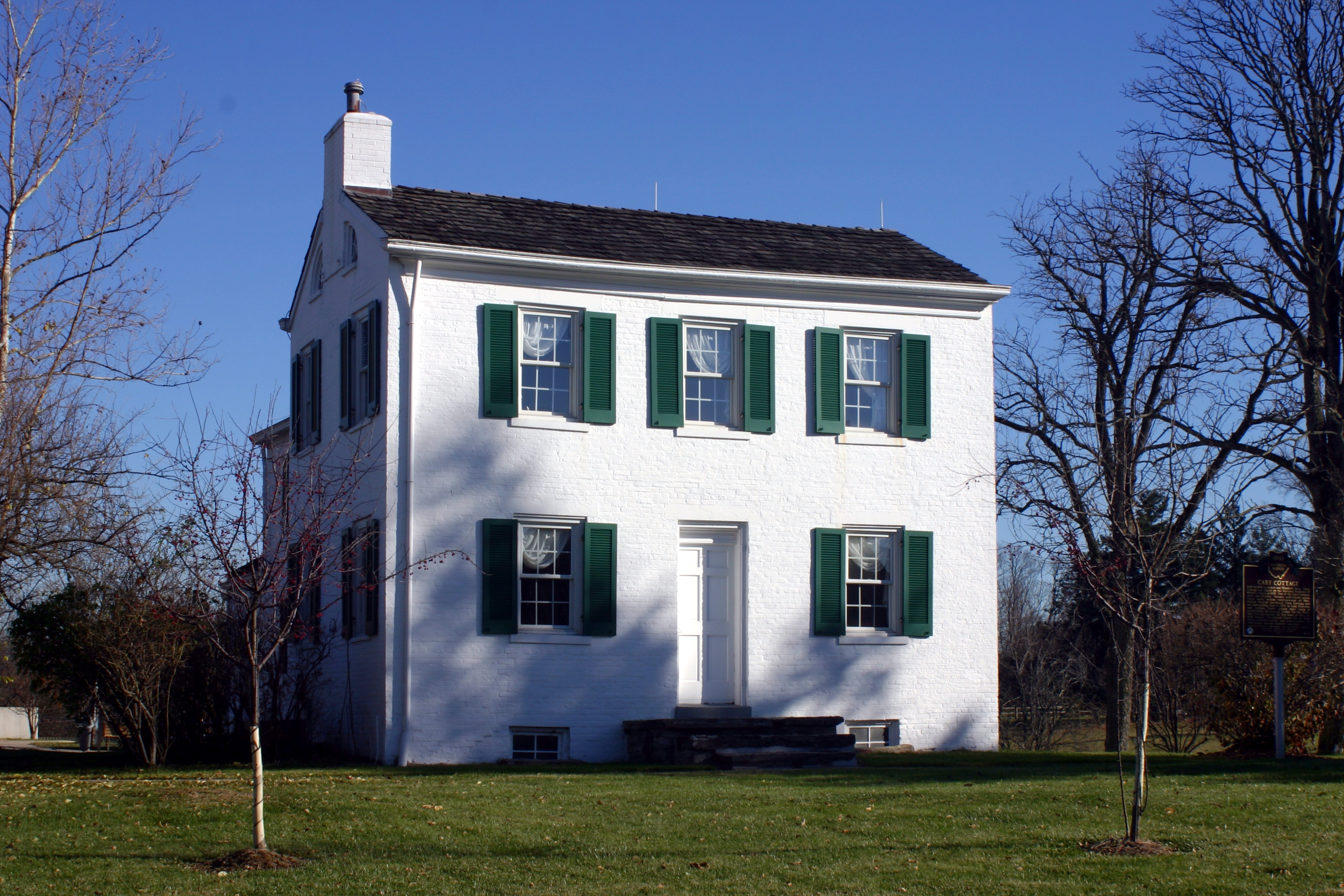
Wohnhaus ihrer Kindheit

Phoebe Cary (* 4. September 1824 in Mount Healthy/Ohio; † 31. Juli 1871 in New York City) war eine amerikanische Lyrikerin.

## Leben
Phoebe Cary wuchs auf der Clovernook-Farm auf, die durch die Erzählungen ihrer älteren Schwester Alice Cary bekannt wurde. Sie begann siebzehnjährig Gedichte zu schreiben, und Rufus W. Griswold nahm einige ihrer Gedichte in seine Sammlung The Female Poets of America auf und arrangierte 1849 die Publikation des Gedichtbandes Poems of Alice and Phoebe Cary.
1851 folgte sie ihrer Schwester nach New York, wo beide einen gemeinsamen Haushalt führten. Kurze Zeit wirkte sie an Susan B. Anthonys Zeitschrift The Revolution mit. Während die Bedeutung ihrer Schwester heute vor allem in ihrer Rolle als Erzählerin gesehen wird, gilt Phoebe als die bedeutendere Lyrikerin. Nach dem ersten gemeinsamen Gedichtband publizierten beide Schwestern unabhängig voneinander. Posthum gab Mary Clemmer Ames mehrere Bände mit Kompilationen nachgelassener Gedichte beider heraus.

## Werke
- Poems of Alice and Phoebe Cary (1849)
- Poems and Parodies (1854)
- Poems of Faith, Hope, and Love (1867)
- A Memorial of Alice and Phoebe Cary With Some of Their Later Poems (1873)
- The Last Poems of Alice and Phoebe Cary (1873)
- Ballads for Little Folk by Alice and Phoebe Cary (1873)